# Joachim Burwitz
Joachim Burwitz var en svensk-tysk diplomat.
Burwitz anställdes av Gustav Vasas kansli och användes på 1540-talet i diplomatiska uppdrag i Tyskland. Han togs senare i anspråk för underhandlingar i Östersjöprovinserna, varfirån han förmodligen stammade, och arbetade under Gustav Vasas sista år ivrigt för ett svenskt ingripande här.